# Kilmainham Wood
Kilmainham Wood är en ort i republiken Irland.   Den ligger i grevskapet An Mhí och provinsen Leinster, i den nordöstra delen av landet, 70 km nordväst om huvudstaden Dublin. Kilmainham Wood ligger 71 meter över havet och antalet invånare är 312.
Terrängen runt Kilmainham Wood är platt. Runt Kilmainham Wood är det ganska glesbefolkat, med 35 invånare per kvadratkilometer. Närmaste större samhälle är Kingscourt, 6,4 km norr om Kilmainham Wood. Trakten runt Kilmainham Wood består i huvudsak av gräsmarker.